# Eržišće
Eržišće – wieś w Chorwacji, w żupanii istryjskiej, w gminie Sveta Nedelja. W 2011 roku liczyła 54 mieszkańców.